# 송정희
송정희(1979년 12월 1일 ~ )는 한국의 여자성우다. 2002년 KBS 29기 공채 성우로 데뷔했다.

## 주요 출연작품

### 애니메이션
- 유후와 친구들(KBS) - 레미
- 치카치카 폼폼이(KBS) - 튼튼이
- 피규어 17(챔프) - 미나
- 피치피치핏치(애니원) - 셰셰,조연 다수
- 천원돌파 그렌라간(애니맥스) - 키욜, 기미
- 노다메 칸타빌레(애니맥스) - 카와노
- 악동이(투니버스) - 수철
- 이누야샤 - 삼미
- 디지캐럿 - 라비안 로즈(우사다 히카루)
- 원피스 - 히나

### 영화
- 폰 부스(KBS) - 펠리샤 (폴라 제이 파커)
- 잠수종과 나비(KBS)
- 비올라 키스 에브리바디 - 시빌라 (다리아 니콜로디)
- 디어 마이 베이비(KBS) - 알렉산드라 (루타 게드민타스)
- 멕시칸(KBS) - 에스텔 (데일 라울)
- 에스토마고(KBS) - 이리아 (파비울라 나쉬멘토)
- 더 도어(KBS) - 지아 (하이케 마카취일)
- 피크닉(KBS) - 앨마
- 쥬라기 공원2(KBS) - 렉스 (아리아나 리처즈)
- 러시아워 3 (SBS) - 조르쥬의 아내 (쥘리 드파르디외)
- 쇼타임(SBS) - 형사(안젤라 알바라도)
- 어웨이 프롬 허(KBS) - 피셔(앨버타 왓슨)
- 향수: 어느 살인자의 이야기(KBS) - 아르뉠피(코리나 하르포우흐)
- 셰리 베이비(KBS) - 데시(산드라 로드리게즈)
- 뷰티풀 마인드(KBS) - 존의 아들(마이클 에스퍼) / 대학생
- 챠이라이 미녀특공대(KBS) - 카타린
- 죽음의 터널(KBS)
- 이프 온리(KBS) - 올리버 (알 와일드), 선생님
- 사선에서(KBS) - 집주인(엘자 레이븐) / 기자
- 마이클 클레이튼(KBS) - 애나(메릿 웨버)
- 20 30 40(KBS) - 제리의 여자 친구(장봉서)

### 외화
- 그레이 아나토미(KBS) - 캘리 토레즈(사라 라미레스)
- 호텔 바빌론(KBS) - 타냐 (다니라 고비치) 외
- 어스시의 마법사(KBS) - 로자(에밀리 햄프셔)
- 대지진 10.5(KBS) - 오웬의 딸(테니엘 메사도)
- 어글리 베티(KBS) - 월레미나의 딸

### 방송
- 대결 노래가 좋다(KBS) - 2008년 7월 27일 출연
- 활력충전 530(KBS)
- SBS 특선 다큐멘터리 490회 : 네트워크 특선_2017 미래인구 괴(怪)문서 마을이 사라진다 (SBS) - 성우 - 2018년 8월 20일 방송
- MBC 다큐프라임 336회 : 지금 당신을 찾아갑니다 (MBC) - 내레이션 - 2018년 10월 28일 방송

### 게임
- 카논 - 카와스미 마이
- 클라나드 - 후루카와 사나에